# Passow (Adelsgeschlecht)

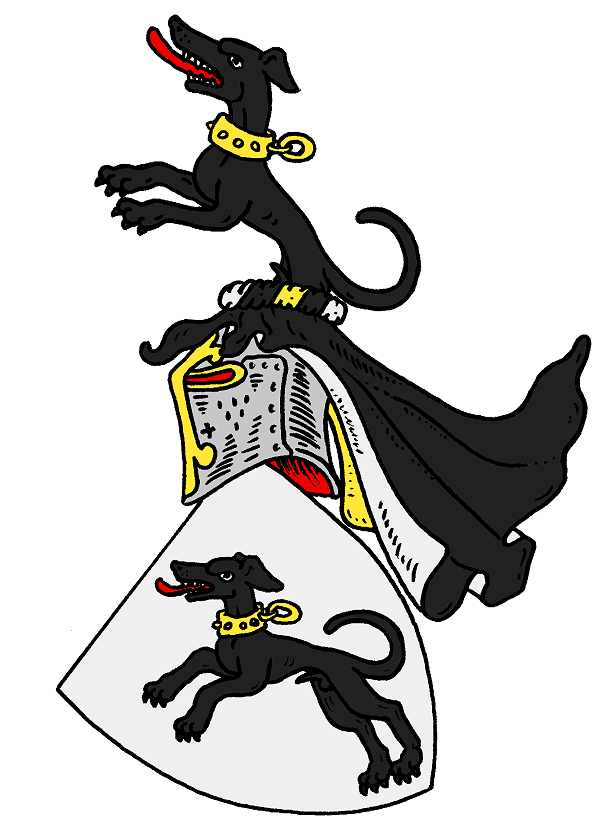
Wappen derer von Passow

Passow ist der Name eines alten mecklenburgischen Adelsgeschlechts, das schon zu den Unterzeichnern der Union der Landstände von 1523 gehörte.

## Geschichte
Das Geschlecht der von Passow stammt als eingeborener mecklenburgischer Uradel aus dem gleichnamigen, schon 1284 vorkommenden Ort und See Passow im Amt Lübz und ist stammverwandt mit den von Weisin. Wahrscheinlich sind die von Passow aus ihnen hervorgegangen. Sie führen genau das gleiche Wappen, nur ist die zweite Farbe Blau, aber Halsband und Ring golden gefärbt. Weisin liegt an der Elde und grenzt an Passow. Familie und Ort sind älter als die von Passow. Unter tragischen Umständen erlosch die Familie von Weisin 1715.
Erste urkundliche Nennung erfolgte mit „Gheradus de Passow“, der 1285 als Zeuge des Herzogs Nikolaus von Werle auftrat.
Bis in das 16. Jahrhundert findet sich auch die Schreibweise Parsow(e), Passowe und Passau.
Die von Parsenow, ebenfalls eine mecklenburgische Familie, die jedoch ein ganz anderes Wappen führten, wurden mit den von Passow verwechselt. Sie hatten ihren Stammsitz seit 1320 in Pasenow im Lande Stargard, erloschen in Mecklenburg 1491 und mit ihrem pommerschen Zweig 1830. In Pommern, im Stift Cammin, soll es ebenfalls von Passows gegeben haben, doch Nachweise fehlen.
Ein weiteres Geschlecht von Passow wird dem dänischen Uradel zugerechnet. Es führte im Wappen einen von Silber und Schwarz geteilten Schild und gilt seit 1524 als erloschen.
Die bedeutendsten Mitglieder der Familie in Mecklenburg waren die beiden Brüder Hartwig († 1644) und Günther von Passow († 1657), die beide den mecklenburgischen Herzögen als Geheime Räte dienten. Günthers Sohn Hartwig von Passow wurde Offizier und stieg im dänischen Heer zum Generalmajor auf. Er starb kurz nach Neujahr 1706 in Folge einer Verwundung bei der Besetzung von Schloss Eutin.
Im Einschreibebuch des Klosters Dobbertin befinden sich sechs Eintragungen von Töchtern der Familien von Passow aus Grambow (Ortsteil von Goldberg), Radepohl bei Wessin und Groß Kelle aus den Jahren 1711–1871 zur Aufnahme in das dortige adelige Damenstift. Nr. 77 und 366 lebten als Konventualinnen in Dobbertin, ihre Wappenschilde hängen auf der Nonnenempore in der Klosterkirche.
1889 starb der mecklenburgische Zweig mit (Friedrich) Wilhelm (Christoph) von Passow (1803–1889) auf Grambow aus. Die Grabstätte befindet sich auf dem Friedhof an der Dorfkirche zu Brüz. Seine Tochter Marie Friederike von Passow (1831–1904) heiratete Gabriel Ludwig Johann von Amsberg und wurde zur Urgroßmutter von Claus von Amsberg.

## Besitzungen
Die von Passow saßen bereits 1364 in Lütten im Amt Sternberg, zu Radepohl und Wessin (1681–1738) im Amt Crivitz, auf Zidderich (1480–1672) Vietgest (1361–1644), Bellin (1367–1662) und Zehna (1364–1662) im Amt Güstrow, Daschow (1720–1735) und waren noch 1895 zu Grambow im Amt Lübz (heute Ortsteil von Goldberg) begütert.
Am 19. Juni 1896 heiratete die letzte Erbtochter Elisabeth von Passow (1873–1959) den Königlich preußischen Generalmajor Freiherr Otto von Brandenstein (1865–1945), der von 1896 bis 1945 das Gut Grambow bewirtschaftet. Er wurde am 8. Mai 1945 zusammen mit seiner Gutssekretärin von Soldaten der Roten Armee erschossen.

## Wappen

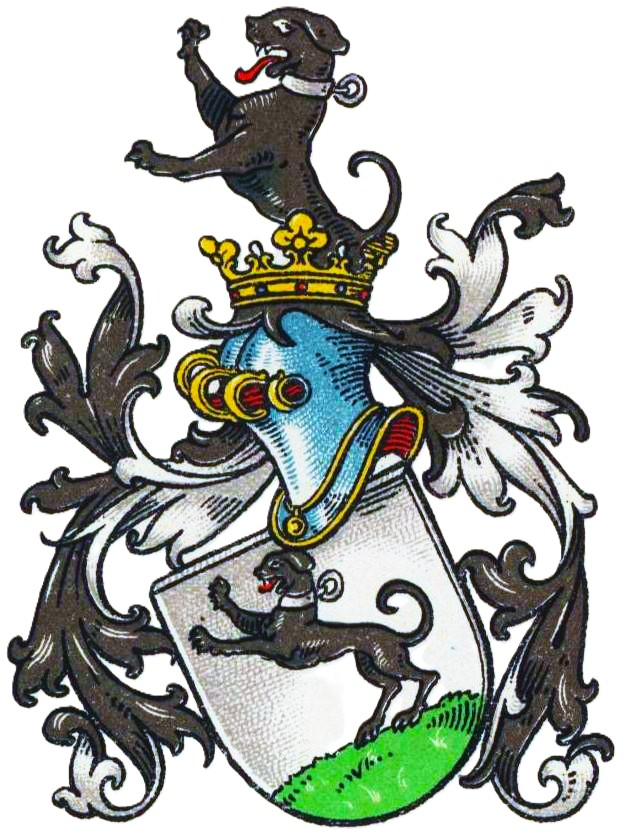
Wappen derer von Passow im Wappenbuch des Westfälischen Adels

In Silber ein aufgerichtetes (springendes), schwarzes Windspiel mit goldenem Halsband und Ring. Auf dem Helm über einem schwarz-silbernen Wulst das Windspiel wachsend. Die Helmdecken sind rechts schwarz-golden und links schwarz-silbern.

## Namensträger

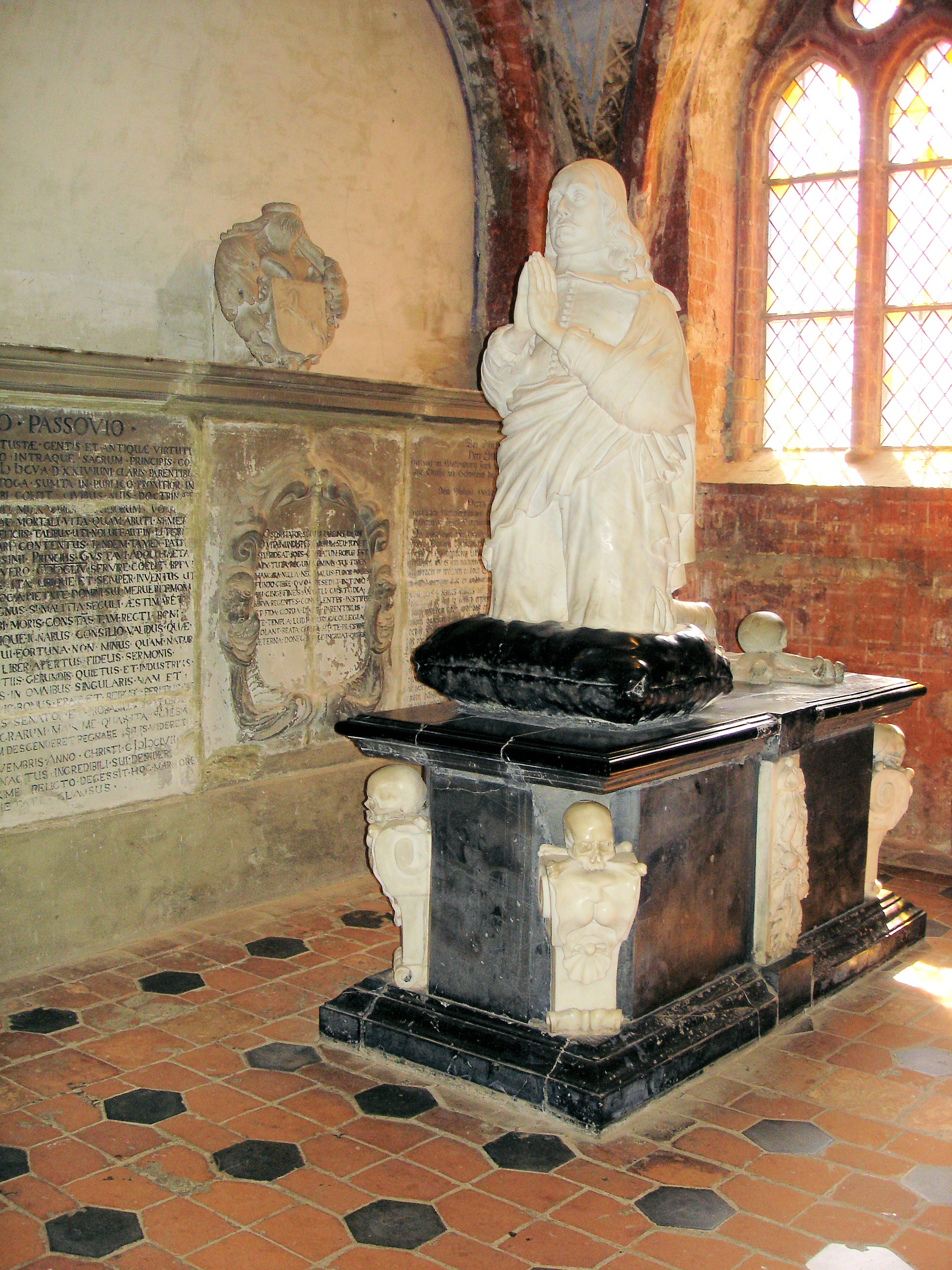
Grabmal Günther von Passow im Dom zu Güstrow

- Carl Albert von Passow, dänischer Offizier und Kommandant der Festung Vardøhus (* 1682; † 1757)
  - Christian Albrecht von Passow, dänischer Etatsrat (* 1732; † 1777) ⚭ Anna Catharina von Passow, geb. von der Lühe, Künstlername Jomfru Materna (* 1731; † 1757), dänische Schauspielerin und Dichterin[4]
- Hartwig von Passow (* 1599; † 1644) ⚭ Oelgard von Passow, geborene von Pentz (* 1594; † 1654), Kammerzofe am dänischen Hof, später Kreditgeberin und Mäzenin in Mecklenburg
- Günther von Passow, Geheimer Rat (* 1605; † 1657)
  - Hartwig von Passow (General) († 1706)

## Kunstwerke
- Grabstein für Matthias von Passow († 1564) in der Kirche von Zehna
- Grabstein für Hartwig von Passow im Schweriner Dom
- Grabmal für Günther von Passow im Güstrower Dom von Charles Philippe Dieussart
- Grabmale aus dem 19. Jahrhundert in der Kirche von Brüz (Ortsteil von Passow (Mecklenburg))

## Bürgerliche, später adelige Familie Passow
Von der uradeligen mecklenburgischen Familie zu unterscheiden ist die bürgerliche mecklenburgische Familie Passow, als deren Stammvater Joachim Konrad Passow (1640–1726), Pastor in Zahrensdorf-Tempzin, gilt. Sie brachte mehrere Generationen von Pastoren und Akademikern hervor, darunter den Altphilologen Wolfgang Passow. Aus dieser Familie wurde der General Hans (Karl Wilhelm) Passow (1827–1896) wegen seiner Verdienste im Deutsch-Französischen Krieg 1870/71 am 16. Juni 1871 in den erblichen preußischen Adelsstand erhoben.

### Wappen
Unter silbernem, mit dem Eisernen Kreuz belegtem Schildhaupt gespalten: vorn in Silber eine schrägrechts gestellte schwarze Leiter von fünf Sprossen und hinten in Blau ein halbes goldenes Rad am Spalt. Auf dem gekrönten Helm mit rechts schwarz-silbernen und links blau-goldenen Decken ein halbes goldenes Rad vor fünf blauen Straußenfedern.

### Gedruckte Quellen
- Mecklenburgisches Urkundenbuch (MUB)

### Ungedruckte Quellen
- Landeshauptarchiv Schwerin (LHAS)
  - LHAS 3.2-3/1 Landeskloster/Klosteramt Dobbertin. Nr. 282 Ahnentafeln.